# Pnyxiopalpus dentaneus
Pnyxiopalpus dentaneus är en tvåvingeart som beskrevs av Pekka Vilkamaa och Heikki Hippa 1999. Pnyxiopalpus dentaneus ingår i släktet Pnyxiopalpus och familjen sorgmyggor.
Artens utbredningsområde är Sulawesi. Inga underarter finns listade i Catalogue of Life.